# Vepris rogersii
Vepris rogersii är en vinruteväxtart som först beskrevs av Mendonça, och fick sitt nu gällande namn av W. Mziray. Vepris rogersii ingår i släktet Vepris och familjen vinruteväxter. Inga underarter finns listade i Catalogue of Life.